# Shallowater (Teksas)
Shallowater je grad u američkoj saveznoj državi Teksas. Prema popisu stanovništva iz 2010. u njemu je živjelo 2.484 stanovnika.